# Raorchestes ghatei
Espèce
Raorchestes ghatei est une espèce d'amphibiens de la famille des Rhacophoridae.

## Répartition
Cette espèce est endémique du Maharashtra en Inde. Elle se rencontre dans les Ghats occidentaux.

## Description
Les mâles mesurent de 19,1 à 25,5 mm et les femelles de 15,4 à 29,8 mm.

## Étymologie
Cette espèce est nommée en l'honneur de Hemant V. Ghate.

## Publication originale
- Padhye, Sayyed, Jadhav & Dahanukar, 2013 : Raorchestes ghatei, a new species of shrub frog (Anura: Rhacophoridae) from the western Ghars of Maharashtra, India. Journal of Threatened Taxa, vol. 5, no 15, p. 4913-4931 (texte intégral).